# Теракт в Яффе (2024)
Теракт в Яффе (Тель-Авив) произошёл 1 октября 2024 года, нападение совершили боевики ХАМАС. Семь гражданских лиц были убиты, ещё семнадцать получили ранения.  Боевики были застрелены вооруженным гражданским лицом и охранником.

## Предыстория
Напряженность в отношениях между Израилем и Западным берегом реки Иордан неуклонно растет после резни 7 октября 2023 года, в результате которых погибли около 1200 человек и был захвачен 251 заложник. С момента теракта около 40 израильских граждан и сотрудников сил безопасности были убиты в результате нападений как в Израиле, так и на оккупированном Западном берегу.
30 ноября 2023 года двое боевиков, связанных с ХАМАСом, вышли из автомобиля, подошли к автобусной остановке на бульваре Бен-Гуриона в Иерусалиме и открыли огонь, убив трех человек и ранив других. Подоспевший израильский гражданин Юваль Кестельман достал свое личное оружие и убил одного из стрелявших, а затем подоспевшие солдаты ЦАХАЛа застрелили его, посчитав боевиком. Кастлман отбросил оружие и поднял руки с криком «Я — Израиль, не стреляйте», но был застрелен.

## Нападение
Перед началом стрельбы двое нападавших вошли в мечеть ан-Нужа через женский вход и спрятали свои сумки в туалете мечети, угрожая верующим не выходить. Прихожане рассказали, что один из стрелков открыл дверь с винтовкой M16 и крикнул им: «Никому не выходить! Любой, кто выйдет — покойник!». Как только двери закрылись, прихожане стали звонить в полицию.
Примерно в 19:00 двое мужчин, вооруженных огнестрельным оружием и ножами, открыли огонь по пешеходам возле станции тель-авивской легкорельсовой дороги «Эрлих» в Яффе, ранив несколько гражданских лиц. Израильская служба экстренного реагирования Маген Давид Адом сообщила, что в 19:01 поступили сообщения о людях, пострадавших от стрельбы.
По первоначальным данным, нападение было совершено в трех местах: на Иерусалимском бульваре, улице Яфет и улице Газа. Очевидец на станции утверждал, что до нападения двое мужчин не вызывали подозрений, но один из них был вооружен винтовкой M16, а на другом была рубашка-поло и значок в память о заложниках, захваченных ХАМАСом.
Предварительное расследование показало, что двое боевиков сошли с легкорельсового транспорта на Иерусалимском бульваре, достали огнестрельное оружие и начали беспорядочную стрельбу.
Прохожий Лев Крайтман и охранник открыли ответный огонь и убили стрелков вскоре после начала нападения. По сообщениям, Крайтман был резервистом израильской армии, недавно вернувшимся из 6-месячной командировки в Газу, и выжившим после резни на музыкальном фестивале Nova 7 октября 2023 года.

## Жертвы
В результате нападения семь человек погибли и семнадцать получили ранения. Среди погибших были три иностранных гражданина, по одному из Греции, Грузии и Молдовы. Возраст погибших составлял от 24 до 42 лет. Раненые были доставлены в медицинский центр имени Эдит Вольфсон и тель-авивский медицинский центр имени Сураски.

## Террористы
Исполнителями теракта были два боевика ХАМАС из Хеврона по имени Мухаммад Халаф Сахар Раджаб и Хасан Мухаммад Хасан Тамими. Одному из них было 19 лет, а другому — 25. На следующий день после нападения ответственность взяли на себя «Бригады Аль-Кассама» ХАМАСа.

## Последствия
Армия обороны Израиля (ЦАХАЛ) закрыла Хеврон и позже объявила о задержании и допросе нескольких человек по подозрению в пособничестве нападавшим, приобретении винтовки для нападения и её провозе в Израиль без разрешения.
Через пять дней после перестрелки произошло ещё одно нападение на центральном вокзале в Беэр-Шеве, где нападавший открыл огонь и использовал нож, убив одного и ранив тринадцать человек, после чего был убит солдатами ЦАХАЛа.

## Реакция
Премьер-министр Израиля Биньямин Нетаньяху отреагировал на теракт и иранские удары по Израилю, выразив соболезнования семьям раненых и погибших в результате теракта, а также пожелания выздоровления пострадавшим.
Министр национальной безопасности Израиля Итамар Бен-Гвир упомянул о ракетном обстреле, заявив, что потребует на заседании кабинета министров, чтобы больше не было времени на дипломатию и сдерживание, а политика должна быть направлена на уничтожение боевиков. Бен-Гвир посетил место перестрелки и заявил, что в близлежащей мечети могут быть прихожане, участвовавшие в перестрелке, и заявил, что закроет и разрушит мечеть, если это окажется правдой. Депутат Кнессета от партии «Еш атид» Мейрав Бен-Ари отверг высказывания Бен-Гвира, заявив, что он «угрожал арабским жителям Яффы» и что «ему следует перенести свой расизм в другое место».
Министр финансов Бецалель Смотрич заявил, что на заседании кабинета министров в тот же день потребует депортировать членов семей стрелков в Газу и разрушить их дома.
Палестинская община Греции выступила с заявлением, в котором утверждалось, что один из погибших, греко-израильтянин, не являющийся евреем, «не был невинным гражданским лицом», поскольку служил в ЦАХАЛе. Это заявление было осуждено министром здравоохранения Греции Адонисом Георгиадисом, который добавил: «По мнению палестинцев, ни один еврейский гражданин не является невинным, и поэтому все они справедливо убиты, будь то террористами, ракетами или массовыми убийствами, подобными тому, что произошло 7 октября». В заключение он сказал: «Вот почему мы поддерживаем Израиль — потому что евреи тоже имеют право на родину, где они наконец-то смогут быть в безопасности».